# 9915 Potanin
A 9915 Potanin (ideiglenes jelöléssel 1977 RD2) a Naprendszer kisbolygóövében található aszteroida. Nyikolaj Sztyepanovics Csernih fedezte fel 1977. szeptember 8-án.